# TARS
TARS este un acronim desemnând Societatea de Transporturi Aeriene Româno–Sovietice, o companie aeriană înființată la 8 august 1945 de către guvernele român și sovietic, prin reorganizarea administrativă a companiei romănești LARES. TARS era în subordinea ambelor țări.

## Scurt istoric
La data de 18 septembrie 1954 compania a devenit TAROM. În următorii cinci ani, compania a devenit compania națională de transporturi a României ieșind de sub influența economică sovietică. După desființarea în anii 1956-1958 a tuturor hibrizilor economici de tip SOVROM, meniți a direcționa spre URSS o parte însemnată a bogăției naționale a țării la prețuri de nimic, respectiv cu părăsirea României de către trupele militare sovietice în perioada 1958-1959, compania TAROM a devenit una controlată în întregime de guvernul român.

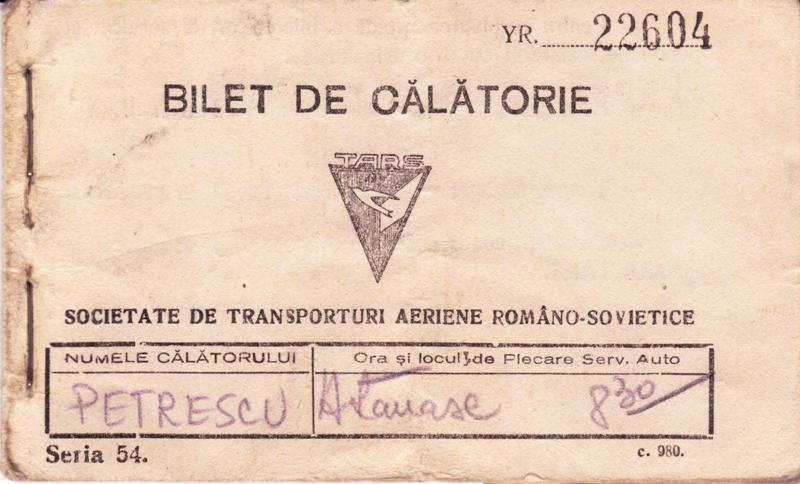
Bilet emis de TARS